# Llofriu
Llofriu (nom d'origen germànic) és un agregat del municipi de Palafrugell (Baix Empordà) de 298 habitants (2009).
Es troba al nord del municipi de Palafrugell i s'estén per la plana de Llofriu, a l'est. La Riera Grossa de Llofriu transcorre per la part sud de la població i sovint provoca riuades. A l'oest i al nord, hi ha el Massís de les Gavarres. L'església parroquial de Sant Fruitós, ja esmentada en un testament de l'any 1121, va dependre del priorat de Santa Anna de Barcelona fins a la desamortització (primer terç del segle xix). Les cases, arrecerades prop de l'església, formen un nucli antic datat dels (segles xvii a XIX). El traçat dels carrers, així com la porta de l'església és d'origen medieval.
A més del nucli de cases i masies, s'hi troba el cementiri on és enterrat l'escriptor Josep Pla, que visqué molts anys en un mas de Llofriu.
Llofriu era un ens local independent a primers del Segle XIX, que va conformar amb Mont-ras i Palafrugell el municipi amb el nom d'aquesta darrera població. Més endavant, el 1858, d'aquest municipi se'n va segregar Mont-ras.

## Relleu i clima

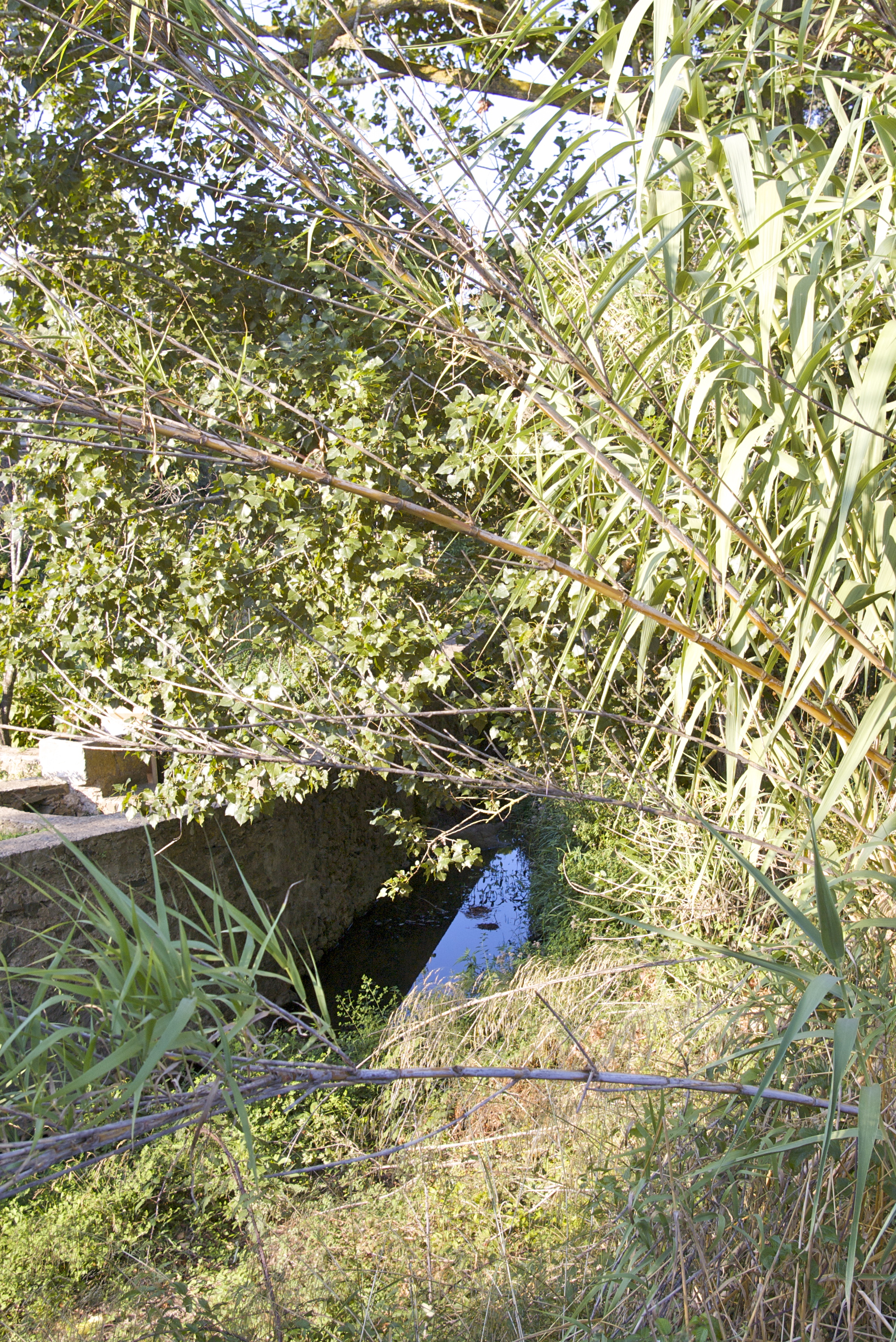
La riera grossa de Llofriu

### Relleu
Llofriu té una diversitat orogràfica molt diferenciada. La part plana s'anomena popularment la Plana Llofriuenca, la part més muntanyosa correspon en gran part, excepte d'alguns turons, al parc natural de Les Gavarres. A la part més baixa, 21 msnm es troba la riera Grossa de Llofriu amb el terme municipal de Regencós, i la Part més altra, 207 msnm correspon al Puig de la Bandera, situat on conflueixen els límits municipals de Mont-ras i Forallac.

### Clima
El clima de Llofriu és típicament de clima mediterrani amb un grau de clima continental, pel fet de tractar-se d'un poble que està retirat 5 quilòmetres del mar i orientat cap al nord.

## Nuclis de població

Situació del nucli antic de Llofriu

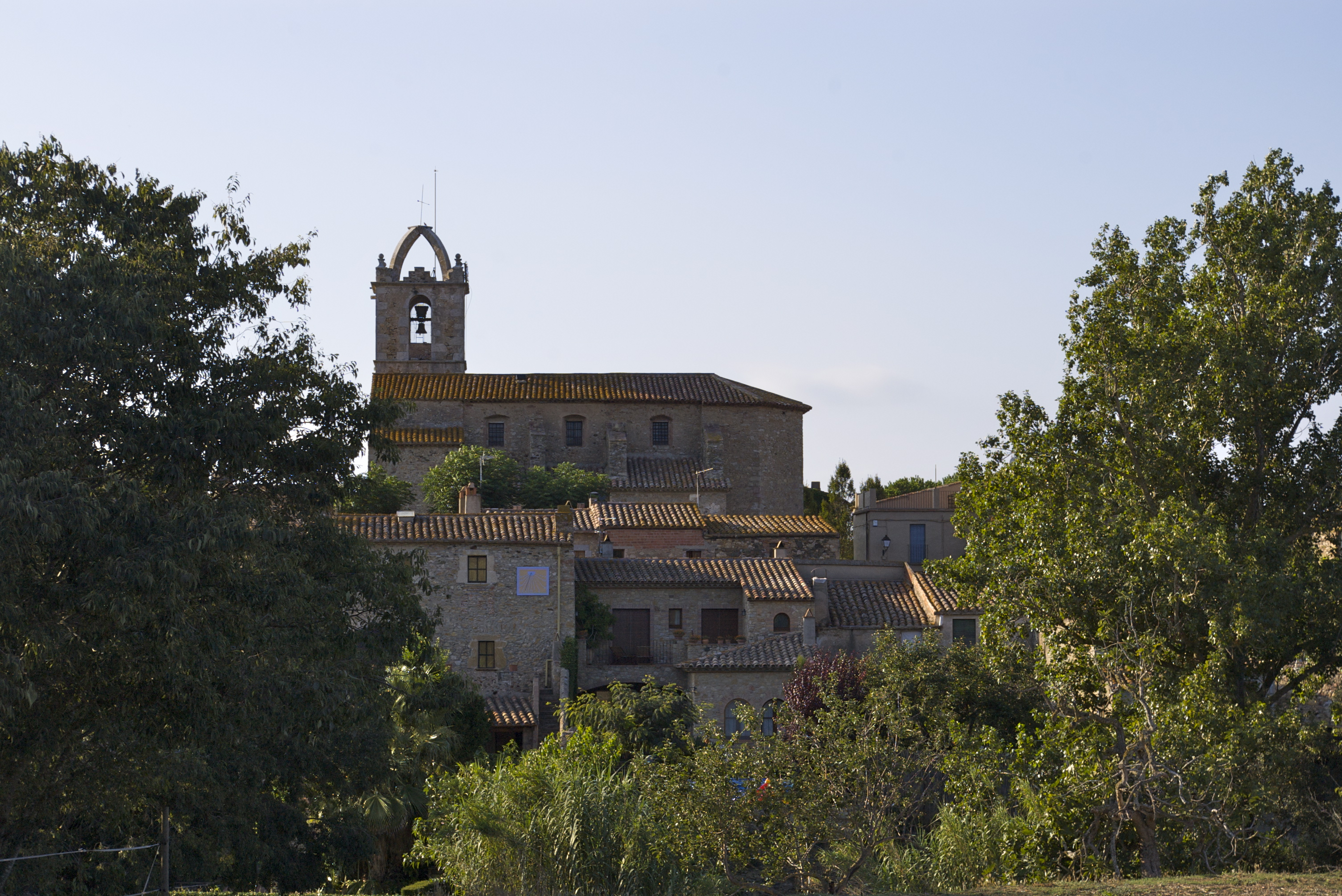
Vista del nucli antic de Llofriu

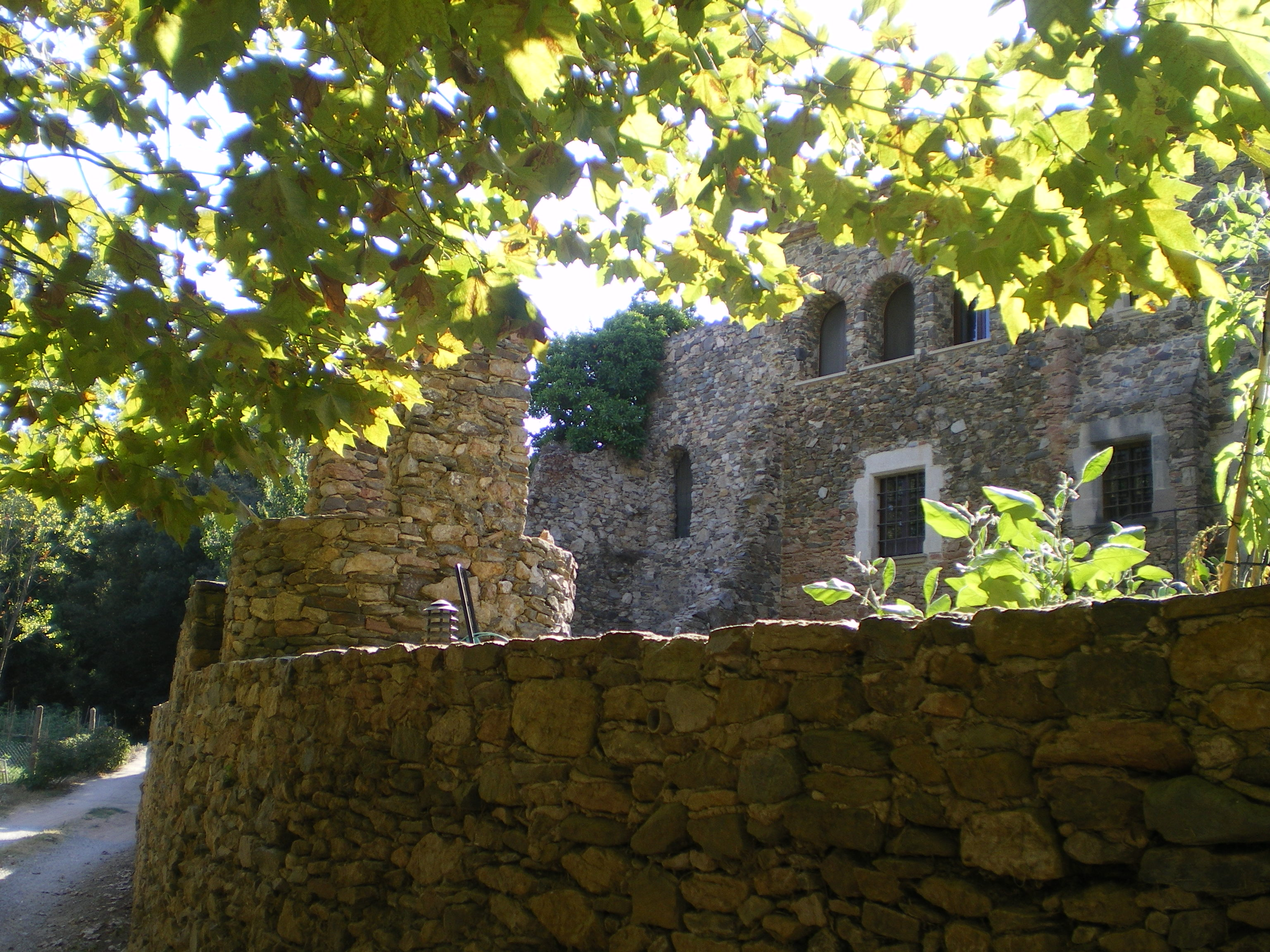
Barri de Roma

### Nucli antic de Llofriu
El nucli antic de Llofriu és un interessant conjunt d'arquitectura popular, datada entre els segles xvii al XIX. El formen el conjunt de cases que envolten l'església parroquial de Sant Fruitós de Llofriu. Dins del nucli es troba Can Bassa, un edifici datat del 1889, d'estil neoclàssic popular, residència privada dels Bassa Rocas. Va ser la casa pairal de la família Bassa Rocas, formada per Joan Bassa i Irene Rocas, i els seus nou fills. Joan Bassa va ser un dels llofriuencs que havia emigrat de jove a Amèrica, on havia establert negocis. En tornar, va casar-se amb Irene Rocas i va construir aquesta casa, on va viure amb els seus fills. Irene Rocas i alguns dels seus fills varen fer aportacions destacades a la cultura catalana i argentina.
La casa va ser adquirida per l'Ajuntament de Palafrugell i va passar a ser una escola primària amb el nom de Maria Gràcia Bassa. L'edifici va ser restaurat i es va adequar amb un ascensor i una sala polivalent, entre altres dependències. Actualment és el Centre Cultural Bassa Rocas i la seu de l'Associació de Veïns i Amics de Llofriu.
La casa més antiga del nucli de Llofriu data de 1764, almenys és el que hi ha inscrit en una de les seves portes.

### Veïnat de l'Estació
El veïnat de l'Estació forma part de tot el conjunt del poble, està situat a l'est de la població i, a principis de segle, hi passava l'antic carrilet que unia Palamós amb Girona.

### La Barceloneta de Llofriu
És un dels diferents nuclis de cases de Llofriu i és per on passa la carretera C-66, que travessa tot el nucli, cosa que fa que hi hagi locals comercials, dintre dels quals destaquen tres restaurants i un estanc.

### Barri de Roma
És un conjunt de cases separades del nucli antic que conformen aquest barri.

## Economia
Basada principalment en l'agricultura i la ramaderia, encara que la majoria de la gent que viu a Llofriu té la seva feina al sector dels serveis, concretament a Palafrugell i els pobles del voltant. Això fa que el poble en si no tingui gaire activitat comercial del sector terciari, i que tots els negocis es trobin a la Barceloneta, on podem trobar un estanc, tres restaurants i un taller de reparació de cotxes.

## Festes i tradicions

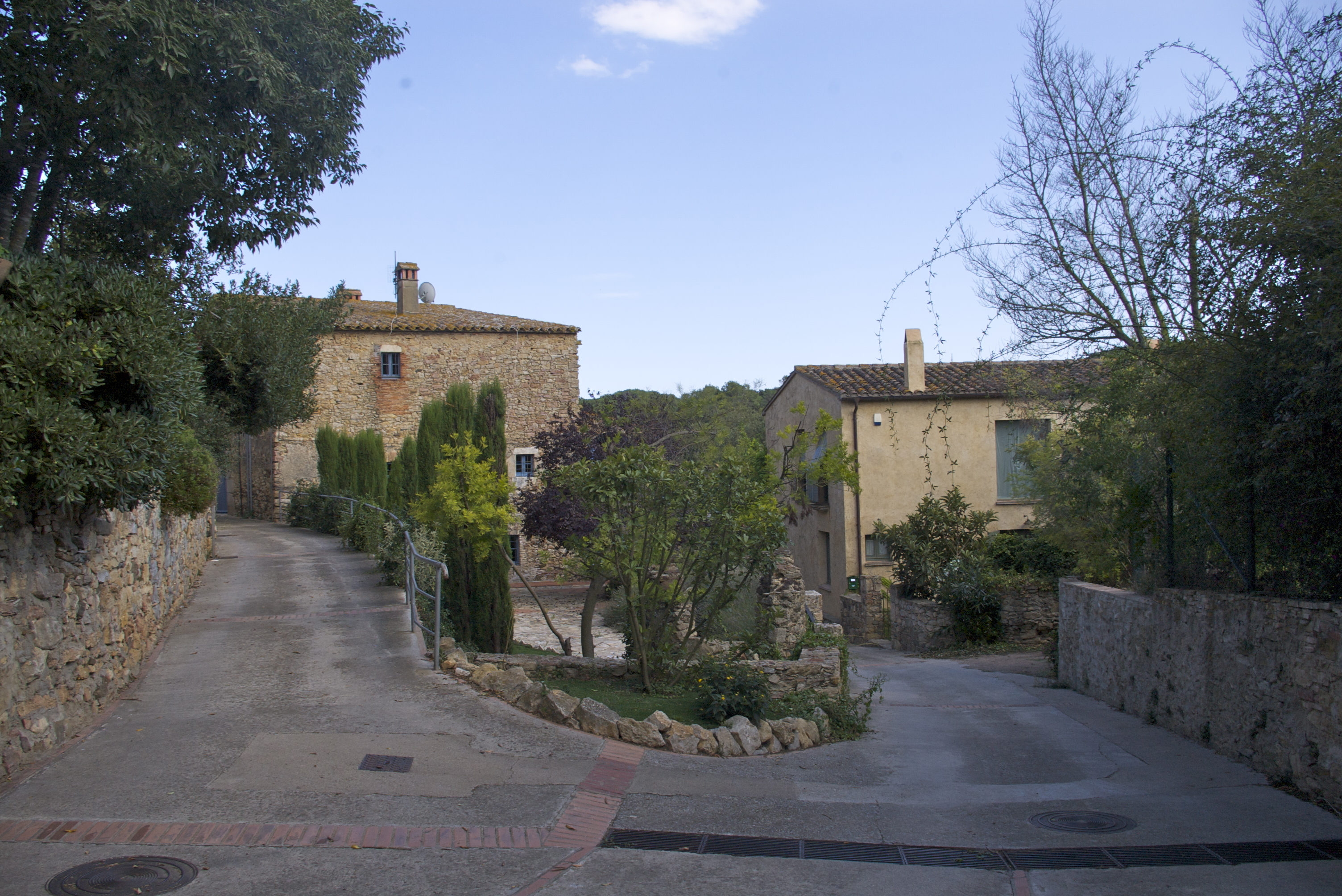
Cruïlla del carrer del Ter amb el carrer Segadors

### Festa de la pela del suro
Durant la segona meitat del segle xx, la indústria del suro va ser el motor econòmic del municipi de Palafrugell. Per tal de transmetre aquesta antiga activitat, cada any s'organitza aquesta festa. A més de la possibilitat de veure com es pelen les alzines sureres, (activitat central i motiu de la festa), també s'organitzen diferents activitats de lleure i descoberta: tallers, demostracions, exposicions i un programa d'activitats per conscienciar sobre la vulnerabilitat dels boscos. Aquesta festa es duu a terme el dissabte abans de la revetlla de Sant Joan.

### Festa Major de Llofriu
La festa major de Llofriu se celebra sempre la tercera setmana d'agost. Consta de tres dies d'activitats per a tota la família. El divendres de la festa major se celebra la Nit Jove. El dissabte la festa comença a la tarda amb animació infantil i després el ja tradicional partit de futbol. El vespre se celebra la Festa Country. El diumenge es fan sardanes i ball.

### Festa de l'Homenot i la gent gran
La festa de l'homenot consisteix a distingir les persones de més edat del poble com a reconeixement al seu lligam amb el poble.

### «Festa petita» de Llofriu
El 23 de gener de cada any se celebra la Festa "petita" de Llofriu, el dia de Sant Fructuós, patró de Llofriu. Durant el dia es fa un ofici religiós, un vermut popular i una ballada de sardanes.

## Bitlles catalanes

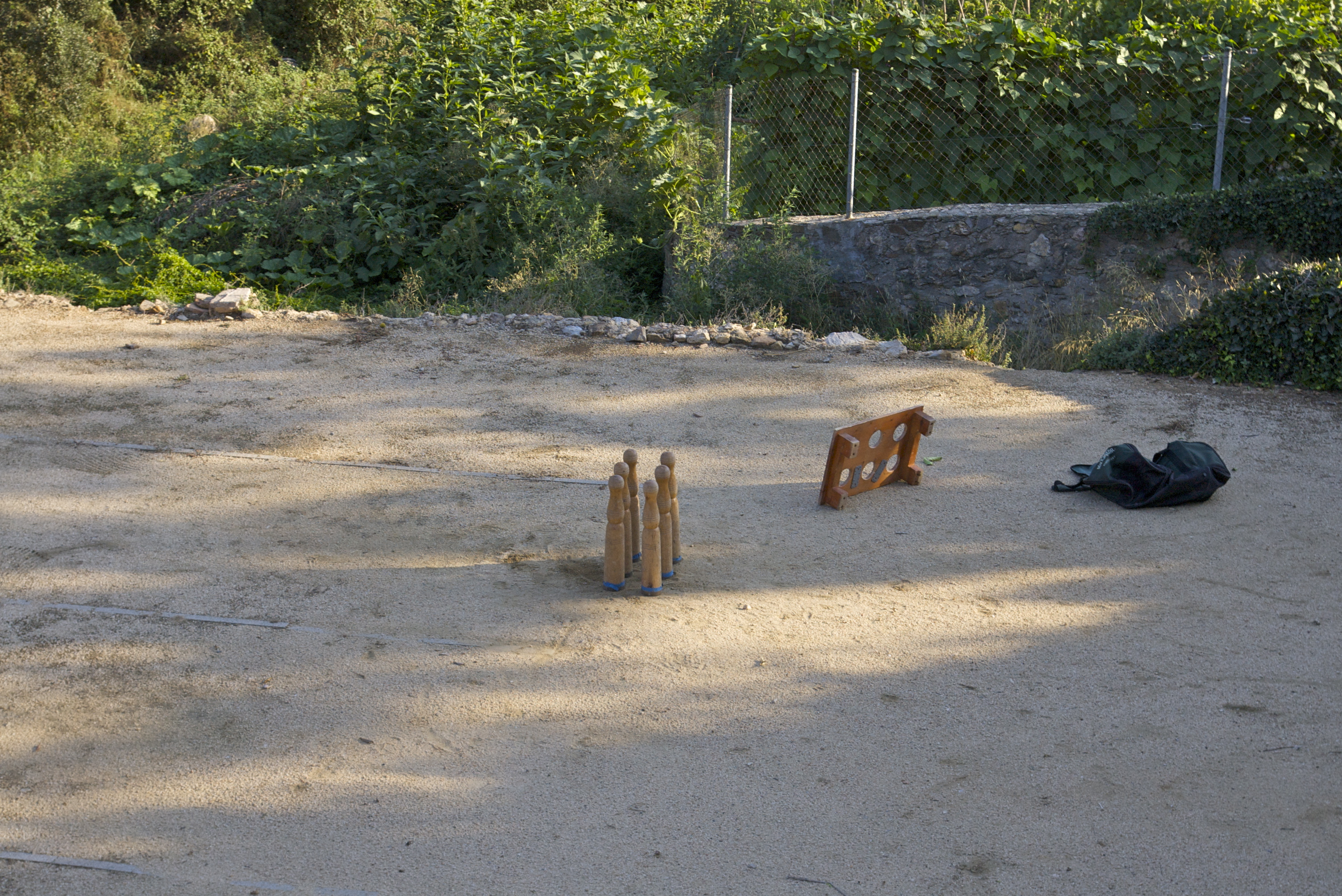
Camp de bitlles catalanes a Llofriu

A Llofriu són tradició les bitlles catalanes i des del 2001 que existeix el Club de Bitlles Catalanes Llofriu (CBCLL). Fa uns anys que l'ajuntament de Palafrugell va habilitar un espai on poder practicar i dur a terme aquest esport, ja que les bitlles s'havien centralitzat al poble de Mont-ras, difondre aquest esport arreu de la província sembla força difícil. Durant el 2005 la Federació Catalana de bitlles i bowling va crear una nova lliga a Catalunya: la lliga nacional o divisió d'honor, on participen equips d'arreu del principat. El CBCLL va ser el primer i únic equip de la província de Girona en participar-hi.

## Llocs d'interès
- Sant Fruitós de Llofriu

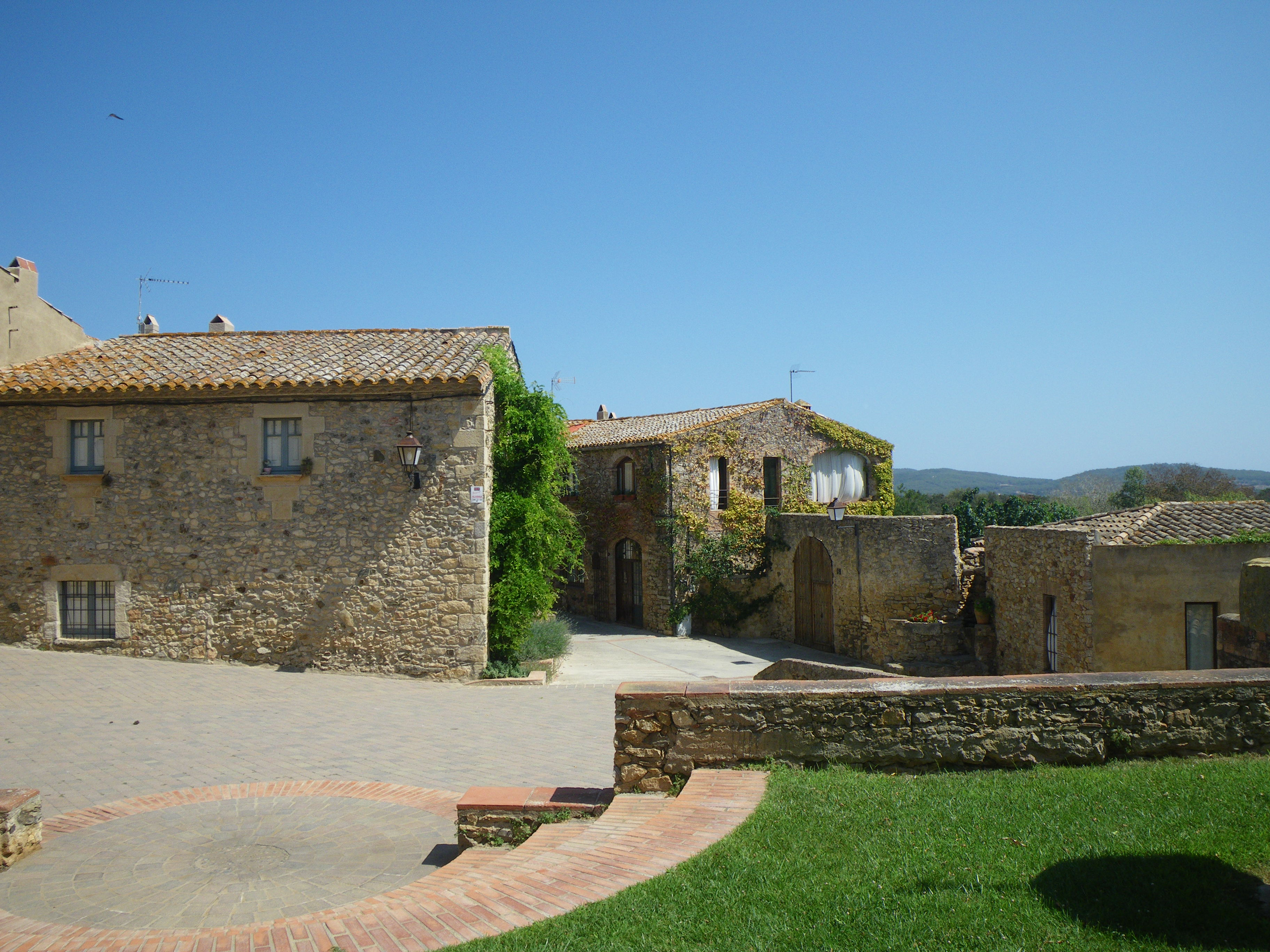
Vista de la plaça de l'Església

L'actual edifici de l'església és obra del XVII o xviii, reconstruïda sobre una antiga església d'estil romànic, de la qual només en queden les restes d'un grup de peces de ferro clavetejades a la porta d'entrada.
L'església està formada per una nau amb capelles laterals i absis poligonal, amb una portalada rectangular. El seu campanar és de planta quadrada. A causa de la Guerra Civil espanyola es va cremar el retaule d'estil barroc que presidia l'altar major.
- Cementiri

El cementiri del 1895 i d'estil neoclàssic és on està enterrat l'escriptor Josep Pla i Casadevall.
- Font de la teula

La font de la teula és una font rica en ferro que data del 1907 i és molt freqüentada per excursionistes.
- Mas Pla

Masia del segle xvii al xix està ubicada a la zona de la Fanga al costat de la carretera C-31, molt a prop de Palafrugell.
- Casa Pairal dels Bassa Rocas o Antigues escoles, actualment el Centre cultural Bassa Rocas

Del segle xix, conserva a les parets dibuixos i textos realitzats per membres d'aquesta família, els quals han fet aportacions culturals rellevants a Catalunya i Amèrica. Després que la casa quedés sense inquilins, va ser reconvertida en escola primària CEIP després de les reclamacions dels veïns de Llofriu. Més tard la casa es convertí en centre cultural i el 2008 l'Ajuntament de Palafrugell, després d'un any de restauració i de condicionament de l'edifici, el va inaugurar de nou. L'Arxiu Municipal de Palafrugell conserva els fons d'escola.

## Ciutadans il·lustres
- Josep Pla i Casadevall, escriptor (Palafrugell, 1897 - Llofriu, 1981)
- Gràcia B. de Llorens, escriptora (Llofriu, 1884 - Buenos Aires, 1961)
- Irene Rocas (Llofriu, 1861 - Castellar, Buenos Aires, 1947)

## Entitats
- Associació de Veïns i Amics de Llofriu
- Fundació Llofriu